# Grande halte sur la rivière Ougra
La grande halte sur la rivière Ougra (en russe : Стояние на реке Угре) désigne une période d'un mois en 1480 pendant laquelle les forces d’Akhmat Khan de la Horde d'or et celles du Grand Prince Ivan III de Moscovie se sont fait face sur les rives de la rivière Ougra sans engager le combat. L'incident s'est terminé par le départ du Khan, marquant pour l'historiographie russe la fin du Joug tatar.

## Contexte
À la suite de l'invasion mongole de l'Europe, la Moscovie, vassale de la Horde d'or, devait lui payer un tribut. Cependant, la Horde était en délitement, et Ivan III décide de cesser de payer tribut, et de s'allier avec Mengli Ier Giray, Khan de Crimée, pour se révolter contre la Horde. En réaction, Akhmat lève une armée estimée à 80 000 ou 90 000 hommes.
La situation était difficile pour Ivan III, qui devait également lutter contre les chevaliers teutoniques à l'ouest, pendant que deux de ses frères, des seigneurs influents, soutenaient la Pologne-Lituanie de Casimir IV Jagellon.
La ligne de défense méridionale principale, alors assez importante, comprenant notamment des villes fortifiées et des remparts en terre. Elle longeait la rivière Oka de Kalouga à Nijni-Novgorod, puis la rivière Ougra à partir de Kalouga. Les terres situées à l'ouest et au sud de Kalouga sont alors revendiquées par le grand-duché de Lituanie.

## Campagne

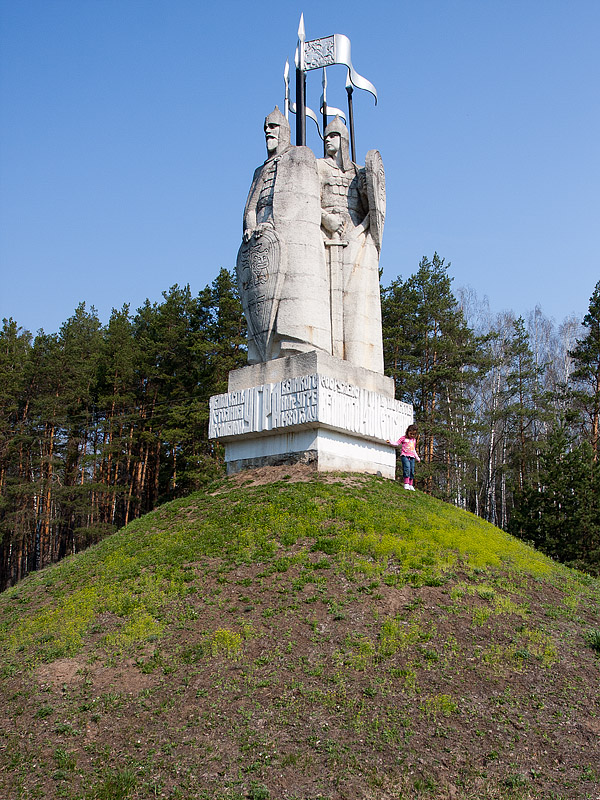
Monument commémoratif construit en 1980 le long de l'autoroute M3

Fin mai, les nouvelles d'une invasion imminente parviennent à Moscou. Nesin estime qu'il s'agit de la plus grande armée Tatare du XVe siècle. Si certains souhaitent fuir vers le nord, Ivan III décide en juin d'envoyer des troupes sur la rivière Ora. Son frère Ivan le Jeune prend position au niveau de Serpoukhov, son frère Andreï à Tarusa et lui-même à Kolomna. Des éclaireurs tartares apparaissent bientôt au sud de l’Oka. Les avant-postes russes signalent qu'Akmed se dirige vers le nord-ouest, les troupes russes se déplacent alors en direction de Kalouga. Vers le 30 septembre (la date est incertaine), Ivan rentre à Moscou pour rencontrer évêques et boyards. Il décide finalement de se diriger vers l'Oka, de déplacer le trésor et la famille royale à Belozersk et de faire évacuer certaines villes. Vasily Nozdrovaty et le khan de Crimée en exil Nur Devlet sont envoyés vers l'est descendre l'Oka et la Volga pour attaquer l'arrière des forces d'Akhmat. Pendant ce temps, Akhmat avait établi son camp à Vorotynsk, juste au sud de Kalouga, au niveau de la confluence Ugra-Oka. Il décide d'attendre les renforts de Casimir de Lituanie. Celui-ci ne viendra pas aider les Tatars, probablement car il était occupé à combattre les Criméens à Podolia. Le 3 octobre, Ivan se rend à Kremenskoye (ru) pour surveiller les combats. Nesin donne un front de soixante verstes (environ soixante kilomètres) de large. 
Les 6 et 8 octobre, Akhmat avance ses troupes sur l'Ougra. Les combats s'engagent à 13 heures le 8 octobre, et se poursuivent pendant quatre jours. Les Tatars tentent de traverser la rivière, mais échouent à chaque fois. Le fleuve, large de 120 à 140 mètres, l'est en effet trop pour qu'ils puissent utiliser efficacement leurs arcs, et toute tentative de passage est contrée par les armes à feu russes. Akhmat décide alors de se retirer pour faire passer secrètement ses troupes à un autre endroit, mais ses mouvements sont détectés, et le passage à nouveau bloqué. 
Ivan III entame des négociations, qui durent quatre jours et n'aboutissent pas, mais lui permettent de gagner du temps et se réconcilier avec ses frères, renforçant ainsi son armée. Les deux parties passent le mois suivant de part et d'autre de l'Ougra, sans rien entreprendre. 
Aussi bien les Tatars que les Russes savaient qu'avec l'arrivée de l'hiver l'Ougra allait geler, et ne constituerait alors plus un obstacle. Akhmat serait alors en mesure de concentrer sa cavalerie et défaire les unités russes dispersées. Le 26 octobre, Ivan commence à déplacer des troupes de l'Ougra vers le nord-est jusqu'à Kremenskoye, puis vers l'est jusqu'à Borovsk, une bonne position défensive permettant de protéger Moscou et de contrer des assauts dans toutes les directions. Comprenant que les renforts lituaniens ne viendront pas, et ayant appris le pillage de Saraï par des troupes d'Ivan, Akhmat décide de quitter la bataille et de rentrer le 11 novembre ; Ivan décide de ne pas le poursuivre,. Lors de sa retraite, Akhmat pille 12 villes lituaniennes, dont Mtsensk. Son fils Murtaza pille des villages au sud d'Oka jusqu'à être chassé par les Russes. Le 28 novembre, Ivan rentre à Moscou.

## Raisons du retrait d'Akhmat
On ne connaît pas précisément les raisons de la retraite d'Akhmat. L'absence de renforts de Casimir de Lituanie est en tout cas essentielle. Pour Nesin, un autre facteur est la fin du conflit entre Ivan et ses frères, provoquant leur union et l'arrivée de troupes supplémentaires. L'arrivée imminente du rigoureux hiver russe a également dû entrer en considération. Plus la situation durait, plus Ivan était en mesure de lever des troupes, alors qu'Akhmat disposait de peu de réserves. Les chevaux des Tatars et leurs moutons, qui étaient leur principale source de nourriture, étaient en train d'épuiser les ressources en fourrage. Certains rapports parlent de maladie dans l'armée. Akhmat a pu également penser que le retrait d'Ivan était en réalité une embuscade.

## Conséquences
Le 6 janvier 1481, Akhmat Khan est tué dans un affrontement avec les Nogais sous le règne d'Ibak Khan, un prince du Khanat de Sibir. En 1502, la Crimée vainc la Grande Horde, faisant ainsi disparaître un État tampon entre Russie et Crimée, conduisant à une série de guerres russo-criméennes jusqu'en 1784. 
Pour l'historiographie russe, la victoire à Ougra marque la fin du Joug tatar. Les auteurs modernes sont plus sceptiques et y voient une étape importante dans l'expansion progressive de la Russie et le déclin également progressif de l'empire mongol. 
La bataille a également eu des conséquences sur la Lituanie, puisque de 1480 à 1515 la Moscovie s'étend considérablement à l'ouest, aux dépens de la Lituanie.

## Voir également